# Sovetsky Sport
Sovetsky Sport (en ruso: Советский спорт; en español: Deporte soviético) es un periódico deportivo ruso, el más antiguo que se publica en Rusia en esta especialidad. Entre 1924 y 1946 el periódico fue llamado Deporte rojo (en ruso: Красный спорт), pero no se publicó entre 1928 y 1932. Tiene su sede en Moscú y es de periodicidad diaria.

## Historia

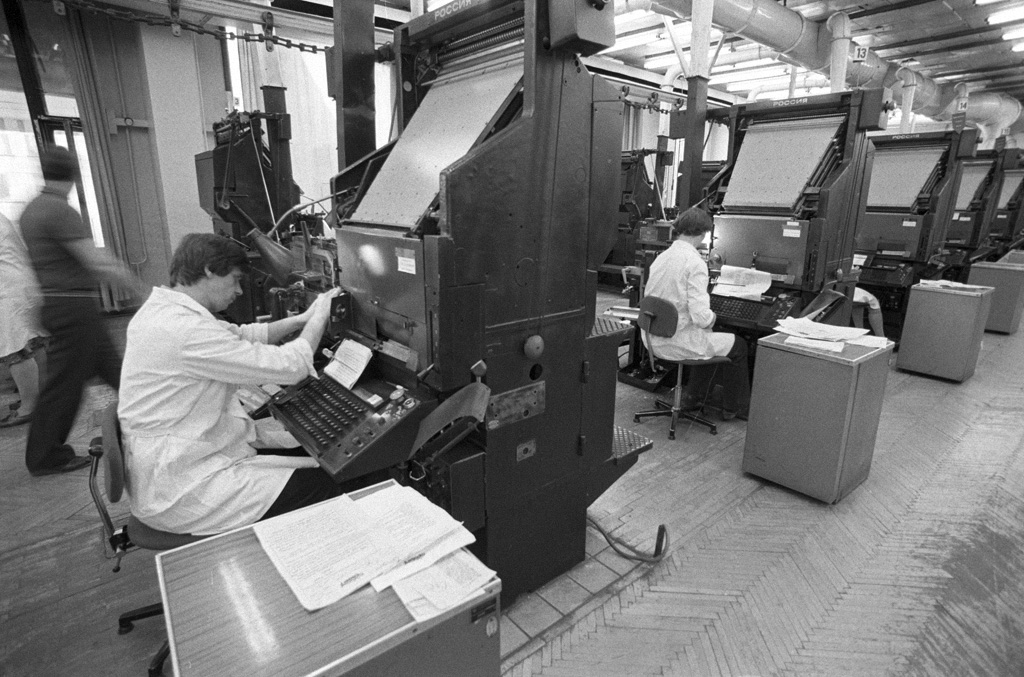
Taller de imprenta del diario Sovetsky Sport en 1985.

El periódico fue fundado el 20 de julio de 1924 en Moscú y fue el primer diario deportivo de la Unión Soviética, órgano oficial del Comité Estatal de la URSS para la Cultura Física y el Deporte del Consejo Central de los Sindicatos de toda la Unión. Uno de los principales periódicos soviéticos, en 1975 Soviet Sports se distribuyó en 104 países y tuvo una tirada de 3,9 millones (que aumentó a más de 5.000.000 en 1988). El precio de tres kópeks era accesible a todos los ciudadanos del país.
Soviet Sports proporcionó cobertura diaria de las más importantes competiciones en la URSS y en el extranjero, las actividades nacionales e internacionales dentro de las federaciones deportivas, entrevistas publicadas con los atletas, entrenadores y otros deportistas, y propagó un estilo de vida saludable. También organizó torneos tradicionales en toda la Unión, e internacionalmente, de hockey sobre hielo, atletismo, voleibol, natación, esquí y otros deportes. El periódico fue galardonado con la Orden de la Bandera Roja del Trabajo en 1974.
Después de la desintegración de la URSS, la circulación de periódicos se redujo a 122.900 (en fecha 2006). Una de las razones principales para esto fue el auge del diario Sport-Express, publicado por primera vez en 1991, aunque su distribución no era tan grande, con  cerca de 650.000 ejemplares. Soviet Sports se publica actualmente por el Comité Olímpico de Rusia y Soviet Sports Publishing House. Desde junio de 2006 se imprime en color.